# 大泗镇
大泗镇，是中华人民共和国江苏省泰州市高港区下辖的一个行政建制镇。原属姜堰市，2008年时，由高港区代管。2009年时，为高港区辖镇。

## 行政区划
大泗镇下辖以下地区：
大泗社区、时庄村、马龙村、霍堡村、大马村、北港村、二陈村、曹于村、前进村、佴陈村、佴庄村和康乐村。